# Liste der Kulturdenkmäler in Gersbach (Pirmasens)
In der Liste der Kulturdenkmäler in Gersbach sind alle Kulturdenkmäler im Stadtteil Gersbach der rheinland-pfälzischen Stadt Pirmasens aufgeführt. Grundlage ist die Denkmalliste des Landes Rheinland-Pfalz (Stand: 6. März 2023).

## Einzeldenkmäler
| Bezeichnung    | Lage                                                              | Baujahr                                      | Beschreibung | Bild                                    |
| -------------- | ----------------------------------------------------------------- | -------------------------------------------- | --- | --------------------------------------- |
| Kriegerdenkmal | Denkmalstraße, neben Nr. 1 Lage                                   | 1930                                         | Kriegerdenkmal 1914/18, 1930, Architekt L. H. Rech, Bildhauer H. Wagner, beide Pirmasens                                                 | weitere Bilder Fotos hochladen          |
| Quereinhaus    | Matzenbergstraße 6 Lage                                           | 1877                                         | Quereinhaus, bezeichnet 1877 | Fotos hochladen                         |
| Schulhaus      | Westring 1 Lage                                                   | um 1830                                      | ehemalige Schule, um 1830, ab 1900 Schuhfabrik, nach Brand 1913 Umbau zum evangelischen Betsaal, heute profaniert                        | Fotos hochladen                         |
| Brunnen        | Windsberger Straße                                                |                                              | Dorfbrunnen; Quellfassung mit Viehtränke                                                                                                 | Direkt Bild zu diesem Denkmal hochladen |
| Hofanlage      | Windsberger Straße 64/66 Lage                                     | frühes 20. Jahrhundert                       | Hofanlage; kleines Wohnhaus, älteres Nebengebäude mit Fachwerkgiebel, Scheune, Rotsandsteinquader, Schweinestall, frühes 20. Jahrhundert | Fotos hochladen                         |
| Wohnhaus       | westlich des Ortes im Tal der Felsalb (Eichelsbachermühle 6) Lage | erste Hälfte oder Mitte des 19. Jahrhunderts | stattlicher Krüppelwalmdachbau, weit vorspringendes Treppenhaus, erste Hälfte oder Mitte des 19. Jahrhunderts                            | BW                                      |